# Aleurotrachelus distinctus
Aleurotrachelus distinctus is een halfvleugelig insect uit de familie witte vliegen (Aleyrodidae), onderfamilie Aleyrodinae.
De wetenschappelijke naam van deze soort is voor het eerst geldig gepubliceerd door Hempel in 1922.